# 邁澤拜雷尼
46°49′N 21°1′E / 46.817°N 21.017°E
邁澤拜雷尼（匈牙利語：Mezőberény）是匈牙利貝凱什州的城鎮，位於該國東部，面積118.53平方公里，該鎮的考古遺址有新石器時代的文物出土，2011年人口11,121。

## 外部連結
- Website of Mezőberény （页面存档备份，存于） (Hungarian)
- Website of Petőfi Sándor Gimnázium （页面存档备份，存于） (Hungarian)
- Guide Mezőberény (Hungarian)
- Map （页面存档备份，存于） (Hungarian)